# Hexatoma albihirta
Hexatoma albihirta là một loài ruồi trong họ Limoniidae. Chúng phân bố ở miền Tân bắc.